# Живецький повіт
Живецький повіт (пол. powiat żywiecki) — один з 17 земських повітів Сілезького воєводства Польщі.
Утворений 1 січня 1999 року в результаті адміністративної реформи.

## Географія
Річки: Вода Уйсольська, Рицерка, Ницкулина, Міловський Потік, Жабничанка, Ющинка, Кошарава, Мощаниця, Ленкавка, Коцежанка. Розташоване Яблунковське міжгір'я.

## Загальні дані
Повіт знаходиться у південній частині воєводства.
Адміністративний центр — місто Живець.
Станом на 1.01.2008 населення становить 150 079 осіб, площа 1040,06 км².

## Демографія
Демографічні дані повіту станом на listopad.2007:
|       | Всього  | Всього | Жінки  | Жінки | Чоловіки | Чоловіки |
| ----- | ------- | ------ | ------ | ----- | -------- | -------- |
|       | осіб    | %      | осіб   | %     | осіб     | %        |
| Повіт | 149 941 | 100    | 76 618 | 51,10 | 73 323   | 48,90    |
| Міста | 32 242  | 100    | 16 735 | 51,9  | 15 507   | 48,1     |
| Села  | 117 699 | 100    | 59 883 | 50,88 | 57 816   | 49,12    |